# Paratoxodera gigliotosi
Paratoxodera gigliotosi är en bönsyrseart som beskrevs av Roger Roy 2009. Paratoxodera gigliotosi ingår i släktet Paratoxodera och familjen Toxoderidae. Inga underarter finns listade i Catalogue of Life.